# Jeronim Golubović
Jeronim Golubović (Carigrad, 7. veljače 1865. – Firenca, 9. siječnja 1941.) bio je hrvatski franjevac i povjesničar.

## Životopis
Rodio se 1865., u obitelji Ante i Lucije (rođ. Golubović), podrijetlom iz Dubrovnika. Roditelji su mu prijateljevali s bosanskim franjevcima koji su bili u carigradskom samostanu.
Nakon smrti oca obitelj se seli u Jeruzalem. Godine 1879. ulazi u franjevačko sjemenište Ain-Karim. Godine 1881. postao je franjevački član u Kustodiji Svete zemlje. Studirao je filozofiju u Betlehemu i teologiju u Jeruzalem. Zaređen je za svećenika u Kairu 1888. godine. Od 1888. do 1889. sudjelovao je u uređivanju knjižnice u samostanu svetoga Groba. Djelovao je misionarski na Cipru (1889. – 1893.) i u Alepu (1893.). Od 1896. godine je u Jeruzalemu. Nakon dvije godine napisao je svoje prvo povjesno djelo „Serie cronologica” koaj govori o povijesti Kustodije Svete zemlje.
Od 1909. godine do smrti boravi u firentinskom samostanu Svih svetih.

### Mrežna sjedišta
- Leček, Suzana. 2002. Golubović, Jeronim. Hrvatski biografski leksikon. Zagreb.  journal zahtijeva |journal= (pomoć)

### Članci
- Štefanić, Urban. 1994. Hrvatski franjevci i Isusova zemlja - Sveta zemlja. Crkva u svijetu. Sveučilište u Splitu - Katolički bogoslovni fakultet. Split. 29 (4): 414–425